# Karl Wilhelm von Willisen
Karl Wilhelm von Willisen, född 30 april 1790 i Staßfurt, död 25 februari 1879 i Dessau, var en tysk friherre och militär. Han blev officer 1806, överste 1836, generalmajor 1842 och generallöjtnant 1849. Willisen deltog som generalstabsofficer i 1813-15 års fälttåg  mot Napoleon. Åren 1848-49 var han regeringskommissarie i Posen och deltog i fälttåget i norra Italien under Radetzky 1850 samt i det Slesvig-holsteinska kriget samma år. Han var även under flera år lärare vid krigsakademin i Berlin.

## Biografi
Karl Wilhelm von Willisen föddes 1790 som den tredje sonen till Staßfurts borgmästare Karl Wilhelm Hermann von Willisen och hans hustru Friederike von Trotha. Willisen genomgick officersutbildning vid den preussiska kadettkåren och anslöt sig till det preussiska 21:a infanteriregementet år 1804. Tillsammans med sitt regemente deltog han knappt 16 år gammal i slaget vid Auerstedt, där han sårades svårt.
Efter freden i Tilsit lämnade von Willisen den preussiska armén och tog värvning vid den Schillerska frikåren men gick snart i österrikisk tjänst. Willisen befordrades till löjtnant och deltog i slaget vid Wagram 1809. Efter freden i Schönbrunn deserterade han från den österrikiska armén men greps och hölls fången i Kassel. Wilisen lyckades dock att rymma från fängelset och inträdde åter i preussisk tjänst. Han deltog i Sjätte koalitionskriget som stabsofficer vid den schlesiska armén och befordrades till kapten vid Blüchers stab. Efter Napoleonkrigens slut kvarstannade han i generalstaben och tjänade som lärare vid krigsakademin i Berlin.
1849 begärde han avsked från den preussiska armén och utnämndes till överbefälhavare över förbundstrupperna i Slesvig-holsteinska kriget. Willisens deltagande fick dock ett snöpligt slut med nederlag i slagen vid Isted och Fredrikstadt. På grund av motgångarna begärde Willisen avsked och slog sig ner i Dessau där han avled 1879.

## Befordringshistorik
| År   | Grad            |
| ---- | --------------- |
| 1806 | Fänrik          |
| 1813 | Premiärlöjtnant |
| 1814 | Stabskapten     |
| 1815 | Kapten          |
| 1818 | Major           |
| 1834 | Överstelöjtnant |
| 1836 | Överste         |
| 1842 | Generallöjtnant |
| 1849 | General         |

## Utmärkelser
- Järnkorset av andra klassen: 1813
- Järnkorset av första klassen: 1815
- Röda örns orden av fjärde klassen: 1835
- Sankt Annas orden: 1835
- Röda örns orden med band: 1838
- Röda örns orden med eklöv: 1846

### Webbkällor
- https://de.wikisource.org/wiki/ADB:Willisen,_Wilhelm_von. Läst 28 februari 2018
- Schleswig-holsteinische Erinnerungen. Läst 27 februari 2018
- Die Feldherrnkunst des Neuenzehnten Jahrhunderts. Läst 27 februari 2018